# As-Sayyida
As-Sayyida (السيدة), noto anche come Essaïda, è un film del 1996 scritto e diretto da Mohamed Zran, al suo esordio alla regia di un lungometraggio.

## Trama
Amine, un famoso pittore in crisi creativa, sta preparando la sua nuova mostra. Un giorno incontra Nidal, un ragazzo di strada dedito ai piccoli furti e l'accattonaggio per mantenere la sua famiglia, picchiato dal padre disoccupato e alcolizzato. Amine lo segue fino a casa, nel quartiere popolare di as-Sayyida, e decide di stabilirsi lì per iniziare la sua nuova vita.

## Distribuzione
Il film è stato distribuito nelle sale cinematografiche tunisine a partire dal 28 ottobre 1996.

## Accoglienza

### Incassi
In patria, il film è stato un enorme successo commerciale. Nelle prime due settimane dall'uscita, i cinema Palace, Capitole e Ciné-Jamil di Tunisi, l'Étoile e l'Atlas di Sfax, il Majestic di Biserta e il Nejma di Susa hanno registrato oltre 120 000 spettatori. Il film è rimasto in cartellone per altri due mesi, durante i quali si stima abbia superato il mezzo milione di presenze, più del doppio di un normale film di successo in Tunisia. Interrogato a proposito dal quotidiano francese Libération, Zran ha dichiarato:
Non saprò mai la cifra esatta. Gli unici dati attendibili sono quelli delle prime due settimane. Le sale cinematografiche in Tunisia sono private e i loro botteghini sono al di fuori da ogni controllo. Circolavano persino copie pirata con tagliate le scene di sesso per poterlo mostrare nei cinema per famiglie.

### Critica
Secondo Dalila Kerchouche de L'Express: «Questo film molto estetico rompe con la tradizione del cinema classico tunisino. Lontano dal tè alla menta, dai canti rituali ed altri luoghi comuni, Mohamed Zran attinge alla tavolozza sensuale, colorata e violenta del Maghreb per dipingere la realtà sociale di un Paese alla deriva, la disperazione dei giovani e lo smarrimento dell'élite occidentalizzata».

## Riconoscimenti
- 1997 - Bergamo Film Meeting
  - Rosa camuna di bronzo